# Juan Manuel Olivera
Juan Manuel Olivera López est un footballeur uruguayen né le 14 août 1981 à Montevideo. Il évolue au poste d'attaquant avant de devenir entraîneur.

## Carrière
Véritable globe-trotter, Juan Manuel Olivera évolue dans dix pays différents : en Uruguay, en Argentine, au Mexique, au Chili, en Corée du Sud, en Chine, au Paraguay, en Arabie saoudite, aux Émirats arabes unis, et enfin au Brésil.
Le 9 mai 2004, il inscrit un quadruplé au sein du championnat d'Uruguay avec le Danubio FC, contre le club de Miramar Misiones (victoire 4-3).
Il est demi-finaliste de la Copa Libertadores en 2010 avec l'Universidad de Chile. Il dispute 43 matchs en Copa Libertadores, et 23 en Copa Sudamericana.

## Palmarès
- Champion du Chili en 2009 (Tournoi d'ouverture) avec l'Universidad de Chile
- Champion d'Uruguay en 2013 avec Peñarol
- Meilleur buteur du championnat d'Uruguay en 2013 avec Peñarol (18 buts)